# Gãy kiểu Segond
Gãy Segond là một kiểu gãy xương bong điểm bám (các cấu trúc mô mềm xé các mảnh từ điểm bám vào  xương của chúng) của phần lồi cầu chày bên ngoài ở đầu gối, ngay phía ngoài bề mặt khớp với xương đùi.

## Ý nghĩa lâm sàng
Do có tỷ lệ chấn thương dây chằng và chấn thương sụn chêm kèm theo cao, khi hiện diện gãy Segond hoặc gãy Segond ngược cần chú ý tìm và loại trừ các bệnh lý này. Việc tái tạo dây chằng chéo trước được kết hợp với tái tạo dây chằng ngoài trước càng ngày càng nhiều do tổn thương đồng thời khi gãy Segond. Khi đó, nghiệm pháp 'chuyển trục' thường tăng trong khi khám lâm sàng.

## Chẩn đoán
Đặc trưng của gãy Segond và gãy Segond ngược là thấy một mảnh xương bong nhỏ có kích thước đặc thù được nhìn thấy rõ nhất trên phim X quang thường trong mặt phẳng trước-sau. Mảnh xương này có thể rất khó nhìn thấy trên x-quang thường, và có thể nhìn rõ hơn trên hình chụp cắt lớp vi tính. MRI có thể hữu ích do thấy hình ảnh phù nề tủy xương liên quan của mâm chày bên dưới trên hình ảnh T2W và STIR bão hòa mỡ, cũng như phát hiện chấn thương dây chằng và/hoặc tổn thương sụn chêm kèm theo.

## Lịch sử
Mô tả lần đầu tiên bởi Bác sĩ Paul Segond năm 1879  sau khi một loạt các thí nghiệm trên xác, gãy Segond xảy ra kèm đứt dây chằng chéo trước (DCCT) (75-100%) và tổn thương cho sụn chêm trong (66-75%), dây chằng bao khớp ngoài (hiện được gọi là dây chằng ngoài trước), cũng như tổn thương các cấu trúc phía sau gối.
Kiểu hiếm gặp, có hình ảnh đảo ngược của gãy Segond cũng đã được mô tả, được gọi là "gãy Segond ngược" có thể xảy ra sau khi bong điểm bám xương chày của dây chằng bên trong (DCBT) kết hợp với dây chằng chéo sau (DCCS) và rách sụn chêm trong.